# Janet Mills
Janet Trafton Mills, född 30 december 1947 i Farmington i Maine, är en amerikansk advokat och demokratisk politiker.  Hon är guvernör i Maine sedan den 2 januari 2019.
Hon vann guvernörsvalet i november och besegrade republikanen Shawn Moody och partilösa Terry Hayes. Hon är Maines första kvinnliga guvernör.

## Biografi
Janet Mills är dotter till Katherine Louise (Coffin) och Sumner Peter Mills, Jr. Hennes mor var lärare och hennes far var advokat.
Hon gick kort på Colby College innan hon flyttade till San Francisco, där hon arbetade som vårdbiträde på ett psykiatriskt sjukhus. Hon började senare på University of Massachusetts Boston, där hon utexaminerades med en kandidatexamen i filosofie 1970. Under sin tid vid University of Massachusetts reste Mills genom Västeuropa och lärde sig franska flytande. År 1973 började hon vid University of Maine School of Law. Mills avlade en juristexamen år 1976.

## Guvernör i Maine
Den 6 november 2018 vann Mills guvernörsvalet och blev den första kvinnliga guvernören i Maine. Hon blev den första guvernörskandidaten i Maine som valdes med minst 50 procent av rösterna sedan Angus King år 1998. Hon fick över 317 000 röster, mer än någon guvernör i delstatens historia.

## Privatliv
År 1985 gifte sig Mills med fastighetsutvecklaren Stanley Kuklinski. Kuklinski dog av stroke 2014.